# 해치 (드라마)
《해치》는 2019년 2월 11일부터 2019년 4월 30일까지 방송된 SBS 월화 미니시리즈이며 당초 《그녀로 말할 것 같으면》 후속 주말 특별기획 드라마로 편성될 예정이었으나 《운명과 분노》 후속 주말 특별기획 드라마로 바뀐 《열혈사제》자리에 대타로 들어갔다. 이후, 《열혈사제》는 SBS가 《운명과 분노》를 끝으로 주말 특별기획 드라마를 폐지하자 금토드라마로 편성이 변경됐다.

## 줄거리
천한 무수리의 몸에서 태어난 왕자 연잉군 이금이 열정 가득한 과거 준비생 박문수, 사헌부 열혈 다모 여지, 저잣거리의 떠오르는 왈패 달문과 함께 힘을 합쳐 대권을 쟁취하는 과정을 담은 드라마

## 등장인물

### 주요 인물
- 정일우 : 연잉군 이금 역 - 숙종의 4번째 아들이자 숙빈 최씨 소생으로, 조선 제21대 임금.
- 권율 : 박문수 역 - 사헌부 감찰. 훗날 조선 최고의 암행어사
- 고아라 : 천여지 역 - 사헌부 다모. 대비전 궁녀. 조선 제21대 임금 영조의 정인.
- 박훈 : 달문 역 - 왈패조직의 우두머리. 광대
- 이경영 : 민진헌 역 - 인현왕후의 오라비. 서인 노론세력의 실질적인 우두머리
- 정문성 : 밀풍군 이탄 역 (아역 이경훈) - 인조의 장자인 소현세자의 증손.
- 배정화 : 채윤영 / 윤복단 역 - 김창집의 애첩 (아역 조예린)
- 한상진 : 위병주 역 - 남인 혈통

### 왕실 인물
- 김갑수 : 숙종 역 (특별 출연) - 조선 제 19대 임금
- 남기애 : 인원왕후 역 - 40대. 숙종의 둘째 계비로 영조의 법적 어머니
- 한승현 : 경종 역 - 30대 초반. 숙종의 장자이자 희빈 장씨의 아들로 영조의 이복형
- 송지인 : 선의왕후 역 - 20대 중반. 경종의 계비, 영조의 이복형수
- 최수임 : 정성왕후 역 - 20대 후반. 영조의 정비
- 노영학 : 연령군 역 - 20대 초반. 숙종의 여섯 번째 아들이자 명빈 박씨 소생으로 영조의 이복동생

### 주변 인물
- 임호 : 이광좌 역 - 40대. 서인. 소론의 영수 → 사헌부 대사헌 → 병조참판
- 손병호 : 조태구 역 - 우의정. 소론의 수장
- 이원재 : 김창중 - 70대. 영의정. 서인의 영수
- 김종수 : 이이겸 역 - 60대. 사헌부 대사헌 → 이조참판
- 박지연 : 하초홍 역 - 20대 후반. 들병장수 출신 → 대전 하상궁
- 정순원 : 주영한 역 - 30대 중반. 사헌부 방주감찰(감찰 중 우두머리) → 사헌부 감찰
- 최민철 : 윤혁 역 - 30대 초반. 노론 가문 자제. 사헌부 감찰 → 이조정랑 → 사헌부 방주감찰
- 전배수 : 장달 역 - 40대. 사헌부 소속 소유. 박문수의 수하.
- 안승균 : 아봉 역 - 20대 초반. 사헌부 소속 소유. 한정석의 수하 → 박문수의 수하.
- 도기석 : 개돌 역 - 30대 초반. 개돌이파 우두머리. 마방과 기방 운영
- 한지상 : 도지광 역 - 30대. 지광파 우두머리
- 하성광 : 자동 역 - 50대. 이금의 시종
- 서은율 : 한준재 역 - 7세. 한정석의 아들
- 이필모 : 한정석 역 (특별 출연) - 30대 중반. 사헌부 감찰
- 정인서 : 고미 역
- 홍진기 : 군태 역 - 달문의 오른팔
- 고주원 : 이인좌 역 - 남인 혈통

### 그 외 인물
- 이도엽 : 조현명 역 - 의금부 동지사. 소론 → 오위도총부 총관 → 사헌부 대사헌
- 한동규 : 장령 역 - 사헌부 관리
- 최명경 : 지평 역 - 사헌부 관리
- 강신구 : 대사헌 역
- 이승원 : 전기수 역 - 거리의 이야기꾼. 달문의 수하
- 김미혜 : 순관 부인 역
- 이한갈 : 민진헌 살수 역
- 유정래 : 규화은 역
- 이도연 : 도망소녀 역
- 안서현 : 꽃님이 역 - 살주 소녀
- 박미숙 : 경석부인 역
- 권유나 : 초홍 여종 역
- 한시현 : 소녀 살수 역
- 정세훈
- 김은정
- 윤준우
- 문주원
- 이운산 : 의금부 경력 역
- 변우종 : 이인좌 수하 역
- 김미라 : 대비전 상궁 역
- 정세훈 : 살주계 아이 역
- 정종우
- 최시훈
- 원춘규
- 윤종빈
- 박찬우

## 촬영지
- 대장금파크
- 문경새재 오픈세트장
- 궁남지
- 초간정
- 공림사
- 주암정
- 외병대와 고산정

## 시청률
최저 시청률과 최고 시청률은 시청률 조사회사와 지역별로 시청률에 차이가 있을 수 있습니다.
| 2019년 | 2019년   | 2019년         | 2019년         | 2019년       |
| 회차   | 방송일   | TNmS 시청률    | AGB 시청률     | AGB 시청률   |
| 회차   | 방송일   | 대한민국(전국) | 대한민국(전국) | 서울(수도권) |
| ------ | -------- | -------------- | -------------- | ------------ |
| 제1회  | 2월 11일 | 5.4%           | 6.0%           | 6.9%         |
| 제2회  | 2월 11일 | 6.6%           | 7.1%           | 8.3%         |
| 제3회  | 2월 12일 | 6.0%           | 6.4%           | 7.3%         |
| 제4회  | 2월 12일 | 6.9%           | 6.9%           | 7.5%         |
| 제5회  | 2월 18일 | 6.0%           | 5.0%           | 5.8%         |
| 제6회  | 2월 18일 | 6.8%           | 6.3%           | 7.0%         |
| 제7회  | 2월 19일 | 5.6%           | 5.1%           | 5.6%         |
| 제8회  | 2월 19일 | 6.5%           | 5.9%           | 6.4%         |
| 제9회  | 2월 25일 | %              | 6.0%           | 5.4%         |
| 제10회 | 2월 25일 | 6.0%           | 6.4%           | 6.1%         |
| 제11회 | 2월 26일 | 5.3%           | 5.0%           | %            |
| 제12회 | 2월 26일 | 6.7%           | 6.4%           | 6.8%         |
| 제13회 | 3월 4일  | %              | 4.9%           | %            |
| 제14회 | 3월 4일  | 6.3%           | 6.4%           | %            |
| 제15회 | 3월 5일  | 6.4%           | 6.6%           | 7.3%         |
| 제16회 | 3월 5일  | 7.3%           | 7.9%           | 8.6%         |
| 제17회 | 3월 11일 | 5.7%           | 6.5%           | 6.8%         |
| 제18회 | 3월 11일 | 6.7%           | 7.5%           | 7.8%         |
| 제19회 | 3월 12일 | 5.9%           | 6.1%           | 6.8%         |
| 제20회 | 3월 12일 | 7.1%           | 7.2%           | 7.7%         |
| 제21회 | 3월 18일 | 5.8%           | 5.5%           | 6.2%         |
| 제22회 | 3월 18일 | 6.8%           | 7.0%           | 7.6%         |
| 제23회 | 3월 19일 | 6.0%           | 5.7%           | 6.0%         |
| 제24회 | 3월 19일 | 7.0%           | 6.7%           | 7.3%         |
| 제25회 | 3월 25일 | 6.3%           | 6.5%           | 6.9%         |
| 제26회 | 3월 25일 | 6.5%           | 6.8%           | 7.2%         |
| 제27회 | 3월 26일 | 6.1%           | 6.7%           | 7.1%         |
| 제28회 | 3월 26일 | 6.9%           | 7.4%           | 8.3%         |
| 제29회 | 4월 1일  | 6.7%           | 7.2%           | 7.7%         |
| 제30회 | 4월 1일  | 7.6%           | 8.1%           | 8.7%         |
| 제31회 | 4월 2일  | 7.1%           | 7.8%           | 8.6%         |
| 제32회 | 4월 2일  | 7.8%           | 8.4%           | 9.1%         |
| 제33회 | 4월 8일  | 6.4%           | 7.5%           | 8.6%         |
| 제34회 | 4월 8일  | 7.0%           | 8.2%           | 9.1%         |
| 제35회 | 4월 9일  | 7.1%           | 7.4%           | 7.4%         |
| 제36회 | 4월 9일  | 8.3%           | 8.2%           | 8.5%         |
| 제37회 | 4월 15일 | 6.1%           | 6.2%           | 6.4%         |
| 제38회 | 4월 15일 | 6.8%           | 7.1%           | 7.4%         |
| 제39회 | 4월 16일 | 6.3%           | 6.9%           | 7.4%         |
| 제40회 | 4월 16일 | 7.3%           | 8.1%           | 9.0%         |
| 제41회 | 4월 22일 | %              | 7.3%           | 8.1%         |
| 제42회 | 4월 22일 | %              | 8.0%           | 8.8%         |
| 제43회 | 4월 23일 | %              | 7.5%           | 8.2%         |
| 제44회 | 4월 23일 | %              | 8.2%           | 9.0%         |
| 제45회 | 4월 29일 | %              | 6.9%           | 6.9%         |
| 제46회 | 4월 29일 | %              | 7.0%           | 7.1%         |
| 제47회 | 4월 30일 | %              | 7.1%           | 7.4%         |
| 제48회 | 4월 30일 | %              | 7.4%           | 7.7%         |

## 수상 목록
- 2019년 SBS 연기대상 베스트 캐릭터상 (정문성)

## 동시간대 드라마
- KBS 월화 미니시리즈

《동네변호사 조들호 2: 죄와 벌》 (2019년 1월 7일 ~ 2019년 3월 26일)
《국민 여러분!》 (2019년 4월 1일 ~ 2019년 5월 28일)
- MBC 월화 미니시리즈

《아이템》 (2019년 2월 11일 ~ 2019년 4월 2일)
《특별근로감독관 조장풍》 (2019년 4월 8일 ~ 2019년 5월 28일 )

## 같이 보기
- 대한민국의 텔레비전 드라마 목록 (ㅎ)
- 2019년 대한민국의 텔레비전 드라마 목록